# Чаус Денис Володимирович
Денис Володимирович Чаус (нар. 1 травня 1983, м. Тернопіль) — український та російський волейболіст, центральний блокувальник. Виступає за «Динамо» (Краснодар).

## Клуби
| Клуб                         | З         | До        |
| ---------------------------- | --------- | --------- |
| «Надзбруччя» (Тернопіль)     | 1998-1999 | 1999-2000 |
| «Динамо» (Київ)              | 2000-2001 | 2002-2003 |
| «Азот» (Черкаси)             | 2003-2004 | 2006-2007 |
| «Самотлор» (Нижньовартовськ) | 2007-2008 | 2007-2008 |
| «Динамо-Янтар» (Калінінград) | 2008-2009 | 2009-2010 |
| «Динамо» (Краснодар)         | 2011-2012 | …         |

### Сім'я
Дружина — Ганна Вергун, волейболістка (грала, зокрема, за черкаський «Круг»).

## Досягнення
- Чемпіонат України
  -  Чемпіон (1): 2006
  -  Срібний призер (1): 2007